# 桃園市立慈文國民中學
桃園市立慈文國民中學（英文：Taoyuan Municipal Tzu-Wen Junior High School），簡稱慈文國中、慈中、TWJH，位於台灣桃園市桃園區藝文特區，於1994年成立，為現在桃園市升學率最高的公立國中。

## 校史

### 演變與發展
- 1992年：8月1日於文昌國中辦公室成立桃園縣立慈文國民中學籌備處。
- 1994年：成立桃園縣立慈文國民中學，正式招收第一屆國一新生，共25班。
- 2003年：學區內成立同德國中，班級數開始減班。
- 2007年：學區內成立經國國中，班級數開始減班。
- 2014年：12月25日，因應桃園縣升格改制為直轄市，更名為桃園市立慈文國民中學。
- 2016年：奉准增設英語資優班及體育班。
- 2017年：奉准增設數理資優班。

### 歷任校長
| 任期 | 姓名       | 任職日期  | 離職日期  | 異動原因                                                                        |
| ---- | ---------- | --------- | --------- | ------------------------------------------------------------------------------- |
| 1    | 鄭金和先生 | 1992年8月 | 1996年7月 | 原桃園縣立凌雲國民中學校長轉任，調任省立內壢高級中學。                          |
| 2    | 傅朝枝先生 | 1996年8月 | 2000年7月 | 原桃園縣立自強國民中學校長轉任，任滿退休。                                      |
| 3    | 姜義祥先生 | 2000年8月 | 2004年7月 | 原桃園縣立新坡國民中學校長轉任，調任桃園縣立平興國民中學。                      |
| 4    | 張秋銘先生 | 2004年8月 | 2011年7月 | 原桃園縣立凌雲國民中學校長轉任，調任桃園縣立青溪國民中學。                      |
| 代理 | 高鈺宸先生 | 2011年8月 | 2012年7月 | 桃園縣教育局督學代理，2015年調任桃園市立凌雲國民中學                            |
| 5    | 王冠銘先生 | 2012年8月 | 2018年7月 | 原桃園縣立山腳國民中學校長轉任，調任桃園市立大溪高級中等學校。                  |
| 代理 | 曹榕浚女士 | 2018年8月 | 2019年7月 | 桃園市教育局督學代理                                                            |
| 6    | 傅瑜雯女士 | 2019年8月 | 2023年7月 | 原桃園市立會稽國民中學校長轉任，任滿退休。                                      |
| 7    | 陳雅玲女士 | 2023年8月 | 2024年9月 | 原桃園市立大溪國民中學校長轉任，因肩部受傷須長期療養，於2024年9月辦理專案退休。 |
| 代理 | 劉美君女士 | 2024年9月 | 2025年7月 | 桃園市教育局督學代理                                                            |
| 8    | 王朝鍵先生 | 2025年8月 | 現任      | 原桃園市立中興國民中學校長轉任。                                                |

## 校園建築
- 行政大樓

包括各項辦公室。
- 樂思樓
- 善學樓
- 勵進樓
- 育菁樓

包括各項科任教室。
- 學生活動中心（體育館）

於2019年4月30日落成。

## 學校週邊（位移1公里內）
- 慈文國小
- 永順國小
- 同德國小
- 北門國小
- 文昌國中
- 同德國中
- 桃園市私立康萊爾雙語中小學
- 桃園展演中心
- 桃園市立圖書館新總館（2022年10月29日開幕）
- 同安親子公園
- 中路運動公園
- 中寧公園
- 溫州公園
- 桃園市政府警察局桃園分局